# Daïra de Mouzaïa
La daïra de Mouzaïa est une daïra d'Algérie située dans la wilaya de Blida et dont le chef-lieu est la ville éponyme de Mouzaïa, ⵎⵓⵣⴰⵢⴰ, Muzaya.

## Communes de la daïra
La daïra est composée de trois communes : Mouzaia, Chiffa et Aïn Romana.

## Géographie
| Daïra de Koléa (Wilaya de Tipaza)       | Daïra de Koléa (Wilaya de Tipaza) | Daïra d'Oued Alleug              |
| Daïra d'El Affroun                      | Daïra de Mouzaïa                  | Daïra de Blida                   |
| Daïra de Boumedfaa (Wilaya d'Aïn Defla) | Daïra de Médéa (Wilaya de Médéa)  | Daïra de Médéa (Wilaya de Médéa) |